# 迈克尔·J·拉塞尔
迈克尔·J·拉塞尔（英語：Michael John Russell，1939年—）是一位英国地质学家，格拉斯哥大学教授和加州理工學院喷气推进实验室研究员，专攻生命起源。